# Xandria
Xandria é uma banda alemã de metal sinfônico formada em 1994 na cidade de Bielefeld, Renânia do Norte-Vestfália pelo guitarrista Marco Heubaum.

## História
O músico alemão Marco Heubaum fundou o Xandria em 1994 como um projeto, no qual ele era responsável pelas composições e os vocais, enquanto um amigo seu tocava a bateria. No entanto, o projeto foi encerrado em 1997 após a gravação de uma demo.
Dois anos depois em 1999, a formação foi reformulada e o projeto tornou-se uma banda. Heubaum deixou o posto de vocalista e ficou responsável apenas pela guitarra e teclado, e o músico local Roland Krueger se juntou como baixista. Em 2000, eles gravaram uma demo que foi lançada na Internet, já incluindo Gerit Lamm e Lisa Middelhauve como baterista e vocalista, respectivamente.
Em 2002, a banda assinou com o selo Drakkar Records e o guitarrista Philip Restemeier juntou-se à formação. Paralelamente à produção do álbum de estreia, o grupo começou a tocar em concertos ao redor de Bielefeld. Eles entraram em estúdio no final do ano, e o álbum Kill the Sun foi lançado em 5 de maio de 2003, atingindo a 98.ª posição nas paradas alemãs. Para promover o disco, eles fizeram alguns concertos em conjunto com as bandas Schandmaul e Subway to Sally, que foram procedidos por uma turnê de três semanas com o Tanzwut na Alemanha.
Após tocar em alguns festivais em suporte ao álbum Kill the Sun, a banda começou a escrever seu segundo disco. As gravações tiveram início em dezembro de 2003 no estúdio Pleasure Park com o produtor José Alvarez-Brill. A produção foi finalizada em fevereiro de 2004, e pouco depois o baixista Roland Krueger deixou a banda, sendo substituído por Nils Middelhauve. Ravenheart foi então finalmente lançado em 24 de maio de 2004, e permaneceu nas paradas por sete semanas, atingindo a 36.ª posição.
O terceiro álbum, India, foi lançado em 22 de agosto de 2005 e ficou na 30.ª posição dos charts. Seu álbum seguinte, Salomé: The Seventh Veil, foi liberado em 25 de maio de 2007 e atingiu o 41.º lugar nas paradas.

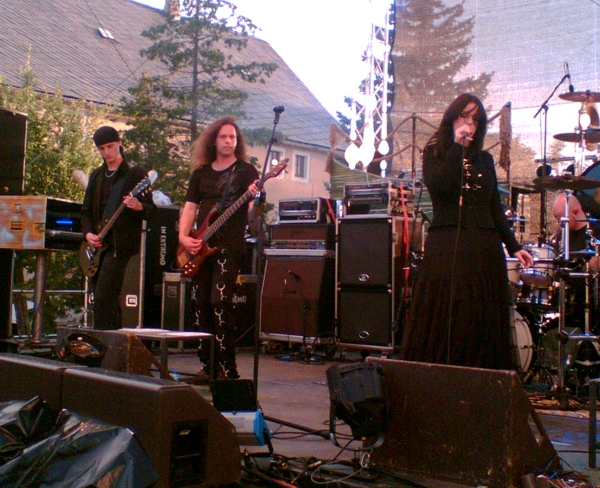
A banda se apresentando na Alemanha em 2007

Lisa deixou o posto de vocalista da banda em 30 de abril de 2008, alegando razões pessoais. Sua substituta foi anunciada em fevereiro de 2009, Kerstin Bischof, mais conhecida por suas colaborações com a banda Axxis. No entanto, menos de um ano depois, Bischof decidiu sair do grupo para se concentrar em uma carreira diferente, e Middelhauve retornou para substituí-la numa turnê em meados de 2010.
A nova vocalista Manuela Kraller foi então oficialmente anunciada em 19 de dezembro de 2010, conhecida por seus trabalhos com os grupos Nagor Mar e Haggard. Sua estreia ao vivo com a banda ocorreu no evento Classic Meets Pop, que teve a participação de uma orquestra ao vivo, em 7 de janeiro de 2011 no Seidensticker Halle, em Bielefeld. Seu único álbum com o grupo foi Neverworld's End, lançado em 24 de fevereiro de 2012 através da Napalm Records, e incorporou uma nova sonoridade mais pesada e sinfônica, focando nos vocais clássicos de Kraller.
Algumas mudanças na formação marcaram o ano de 2013 para a banda. O baixista Steven Wussow integrou o grupo em fevereiro, e Kraller saiu em outubro, sendo anunciada a sua substituição pela vocalista do Ex Libris, a neerlandesa Dianne van Giersbergen. O álbum Sacrificium foi então lançado em 2 de maio de 2014, e no ano seguinte o EP Fire & Ashes.
O sétimo álbum, Theater of Dimensions, foi liberado em 27 de janeiro de 2017, sendo sucedido por uma turnê com datas na Europa e América do Norte. Em 13 de setembro do mesmo ano, van Giersbergen postou em sua página do Facebook que havia deixado o Xandria. Ela alegou ter recebido pressão por parte da gestão e seus colegas de banda para se apresentar ao vivo após uma série de cancelamentos de shows, sendo que ela estava fisicamente impossibilitada para tal, devido à uma sobrecarga de estresse, que foi confirmada pelos médicos. As ex-vocalistas Lisa e Manuela imediatamente fizeram pronunciamentos em suas mídias sociais em apoio a Dianne, e seus depoimentos deram a entender que ambas também deixaram o grupo sob circunstâncias negativas. A vocalista do Aeverium, Aeva Maurelle, foi então convidada para substituir van Giersbergen nas datas remanescentes da turnê do álbum Theater of Dimensions, que encerrou em 2019.
Algum tempo depois, em 24 de maio de 2022, a banda anunciou seu retorno com mudanças significativas em sua formação e o lançamento do single "Reborn". A cantora grega Ambre Vourvahis assumiu o posto de vocalista, e Heubaum permaneceu como o único membro original, enquanto Lamm, Restemeier e Wussow deixaram o grupo para seguir outros projetos musicais, sendo substituídos por músicos alemãos. E com essa formação, foi lançado em 3 de fevereiro de 2023 o oitavo álbum do grupo, intitulado The Wonders Still Awaiting.

## Formação

### Atual
- Marco Heubaum – guitarra (desde 1994), teclado (desde 1997), vocais (1994–2001)
- Ambre Vourvahis – vocais (desde 2022)
- Dimitrios Gatsios – bateria (desde 2022)
- Tim Schwarz – baixo (desde 2022)
- Rob Klawonn – guitarra (desde 2022)

### Ex-membros
- Steven Wussow – baixo (2013–2022)
- Philip Restemeier – guitarra (2002–2022)
- Gerit Lamm – bateria (2000–2022)
- Dianne van Giersbergen – vocais (2013–2017)
- Manuela Kraller – vocais (2010–2013)
- Nils Middelhauve – baixo (2004–2012), guitarra (2007)
- Lisa Middelhauve – vocais, piano (2000–2008 · ao vivo: 2010)
- Kerstin Bischof – vocais (2009)
- Roland Krueger – baixo (1999–2004)
- Andreas Maske – guitarra (2000–2001)
- Jens Becker – guitarra (1999–2000)
- Nicole Tobien – vocais (1997)
- Andreas Litschel – teclado (1997)
- Manuel Vinke – guitarra (1997)
- Holger Vester – baixo (1997)
- Holger Klein – baixo (1997)
- Daniel Joenriskes – baixo (1997)
- Niki Weltz – bateria (1994–1997)

### Membros de apoio
- Aeva Maurelle – vocais (ao vivo: 2017–2019)
- Hendrik Thiesbrummel – bateria (ao vivo: 2016)
- Fabio D'Amore – baixo (ao vivo: 2012–2013; 2014)

## Discografia
| - Kill the Sun (2003) - Ravenheart (2004) - India (2005) - Salomé: The Seventh Veil (2007) - Neverworld's End (2012) - Sacrificium (2014) - Theater of Dimensions (2017) - The Wonders Still Awaiting (2023) - Xandria (1997) - Kill the Sun (2001) - Fire & Ashes (2015) - Universal Tales (2024) - Now & Forever (2008) | - "Kill the Sun" (2003) - "Ravenheart" (2004) - "Eversleeping" (2004) - "In Love with the Darkness" (2005) - "Save My Life" (2007) - "Sisters of the Light (vs. Jesus on Extasy)" (2007) - "Don't Say a Word" (2015) - "We Are Murderes (We All)" (2017) - "Call of Destiny" (2017) - "Reborn" (2022) - "You Will Never Be Our God" (2022) - "My Curse Is My Redemption (Summer 80's Remix)" (2023) - "Universal" (2024) | - "Ravenheart" (2004) - "Eversleeping" (2004) - "Save My Life" (2007) - "Valentine" (2012) - "Nightfall" (2014) - "Call of Destiny" (2017) - "Ship of Doom" (2017) - "Reborn" (2022) - "You Will Never Be Our God" (2022) - "Ghosts" (2022) - "The Wonders Still Awaiting" (2022) - "Two Worlds" (2023) - "My Curse Is My Redemption" (2023) - "Universal" (2024) - "No Time to Live Forever" (2024) - "200 Years" (2024) - "Live the Tale" (2025) |